# Bedelorden
Bedelorden of mendicanten zijn religieuze orden die afhankelijk zijn van het bedelen of van liefdadigheid voor hun levensonderhoud. In principe hebben ze geen eigendom, noch individueel, noch gezamenlijk, en leggen ze de gelofte van armoede af, met de bedoeling al hun tijd en energie te besteden aan hun religieuze werk.

## Christelijke kloosterorden
Rond de tijd van de eerste kruistochten ontstonden drie nieuwe kloosterorden, waaruit later de bedelorden voortkwamen:
1. kartuizers (1084): zij leven als kluizenaars maar kennen een gemeenschappelijke eredienst; strenge zwijgplicht; leven in afzonderlijke kluis voor gebed en contemplatie; geen contact met de samenleving.
2. cisterciënzers (1098): iedere monnik moest ook werken op het land, de orde moest van eigen werk bestaan. De orde was ook toegankelijk voor lekenbroeders. De cisterciënsers volgden net als de benedictijnen de regel van Benedictus. Hun kloosters zijn gehuisvest in sobere gebouwen zonder torens, in tegenstelling tot met name de imposante abdij van Cluny. Ze werden bekend als ontginners en inpolderaars. Zie als voorbeeld de Vlaamse abdij Onze-Lieve-Vrouw Ten Duinen.
3. premonstratenzers of norbertijnen (1120): zij verrichtten zielzorg onder de plattelandsbevolking, wat benedictijnen, kartuizers en cisterciënzers niet deden.

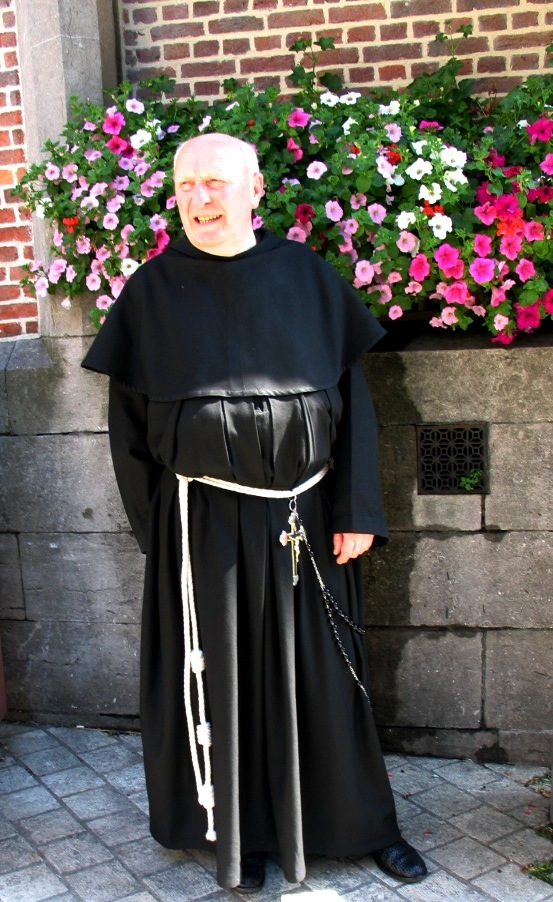
Een franciscaanse minderbroeder conventueel in Halle

## Christelijke bedelorden
Daarna ontstonden de bedelorden:
1. franciscanen (1209): de bekendste bedelorde werd die van de franciscanen of minderbroeders. De naam is afgeleid van de stichter van de orde, de Italiaan Franciscus van Assisi.
2. dominicanen (1214): de dominicanen of predikbroeders kregen van de paus in 1232 de inquisitietaak opgedragen. Hun hoofdtaken waren prediking en zielzorg. De naam van de organisatie komt van de oprichter van de beweging Dominicus Guzman.
3. augustijner eremieten (1216): de augustijner eremieten ontstonden in 1216 uit een samensmelting van verschillende groepen.
4. karmelieten (1230): de karmelieten waren begonnen als een nederzetting van kluizenaars op de berg Karmel in het huidige Israël, welke na 1220 ook vestigingen in Europa kreeg, en uitgroeide tot een bedelorde.
5. trinitariërs (1609): opgericht in 1198, in 1609 omgevormd tot bedelorde
6. mercedariërs (1690): opgericht in 1218 als ridderorde, in 1690 omgevormd tot bedelorde.

## Niet-christelijke bedelorden
De term "bedelorde" kan ook gebruikt worden voor niet-katholieke en niet-christelijke asceten, zoals boeddhistische monniken en hindoeïstische heilige mannen. De boeddhistische Pali-schriften gebruiken de term bhikkhu voor bedelmonnik. De boeddhistische bedeltraditie bestaat nog altijd in veel Zuid-Aziatische landen waar het Theravada-boeddhisme beleden wordt.